# Karl Stotz
Karl Stotz   (Viena, 27 de març de 1927 - Seefeld in Tirol, 4 d'abril de 2017) fou un futbolista austríac de la dècada de 1950.
Fou 42 cops internacional amb la selecció de futbol d'Àustria amb la qual participa als Mundials de 1954 i 1958.
Pel que fa a clubs, destacà a FK Austria Wien.
També fou entrenador a FK Austria Wien.